# Omar Khorshid
Omar Khorshid (arabisch عمر خورشيد) (* 9. April 1945 in Kairo; † 29. Mai 1981) war ein ägyptischer Rock- und Popgitarrist.
Khorshid spielte seit seiner Jugend Gitarre. Mitte der 1960er-Jahre gründete er die Band Le Petit Chats (mit Wagdi Francis, Omar Khairat und Ezzat Abou Aouf), mit der er von den Beatles und Elvis Presley geprägte Musik spielte. Der Musiker Abdel Halim Hafez wurde auf ihn aufmerksam und holte ihn in sein Orchester. Als Interpret von Kompositionen Baligh Hamdis wurde Khorshid mit diesem Orchester in Ägypten berühmt.
Es folgten Auftritte mit der Sängerin Umm Kulthum, Konzerte, Rundfunk- und Studioaufnahmen. Von 1972 bis 1977 lebte Khorshid im Libanon, wo er bei den Labels Voice of the Orient und Voice of Lebanon neun eigene Alben veröffentlichte und an mehreren Filmen mitwirkte. Außerdem komponierte er zwischen 1971 und 1981 die Musik zu mehr als 40 ägyptischen, libanesischen und syrischen Filmen.

## Diskographie
- Belly Dance with Omar Khorshid, vol. 1–3
- Belly Dance from Lebanon
- Omar Khorshid tribute to Oum Kalsoum
- Omar Khorshid tribute to Farid Atrache
- Rhythms from the Orient
- Omar Khorshid with Love, vol. 1–2